# Dynamic Kernel Module Support
Dynamic Kernel Module Support, kurz DKMS, ist ein Framework für den Betriebssystem-Kernel Linux. Das 2003 von Dell entwickelte Programmiergerüst überwacht, ob zusätzliche Kernel-Module manuell installiert wurden, und aktualisiert die Module, wenn ein neuer/aktualisierter Kernel installiert wird. So muss die Neuinstallation der Module nicht manuell durchgeführt werden, wenn der Kernel aktualisiert wurde.
Wurden beispielsweise zusätzliche Treiber in Form von Kernel-Modulen von Hand installiert, so stehen diese in der Regel nach dem ersten Neustart nach einem Kernelupdate wieder zur Verfügung. DKMS prüft spätestens beim Bootvorgang, ob die Module für den geladenen Kernel vorhanden sind und aktualisiert diese ansonsten.
DKMS wird in einigen Linux-Distributionen wie Debian (ab Version Squeeze), Ubuntu 8.10 (und höher) oder Fedora eingesetzt.
Es ist freie Software und steht unter der GNU General Public License (GPL) v2.